# سبزک
سبزک، روستایی از توابع بخش آبگرم شهرستان آوج در استان قزوین ایران است.

## جمعیت
این روستا در دهستان خرقان شرقی قرار دارد و براساس سرشماری مرکز آمار ایران در سال ۱۳۸۵، جمعیت آن ۲۳۹ نفر (۶۲خانوار) بوده‌است.